# Jasenica (samhälle)
Jasenica är ett samhälle i Bosnien och Hercegovina.   Det ligger i entiteten Federationen Bosnien och Hercegovina, i den nordöstra delen av landet, 110 km norr om huvudstaden Sarajevo. Jasenica ligger 423 meter över havet och antalet invånare är 227.
Terrängen runt Jasenica är kuperad åt sydväst, men åt nordost är den platt.Runt Jasenica är det ganska tätbefolkat, med 93 invånare per kvadratkilometer.. Närmaste större samhälle är Gračanica, 15,8 km söder om Jasenica. 
Omgivningarna runt Jasenica är en mosaik av jordbruksmark och naturlig växtlighet.